# ジャンジャンブレア
ジャンジャンブレア(Janjanbureh, Jangjangbureh)はガンビア共和国東部の中流地方の首府。

## 歴史
ジョージタウンとも呼ばれるが1995年以降は現名のジャンジャンブレアの呼び名でも幅広く呼ばれている。
1832年にガンビア川に浮かぶマッカーシー島の上に建てられた。

## 概要
かつてはガンビアで第二の都市として知られていたが、現在は主要な刑務所が有る事で知られている。
ワス・ストーンサークルはこの町の近くにある。
2010年の人口は3853人だった。